# الدستور الغذائي النمساوي
في الإمبراطورية النمساوية المجرية بين 1897 و1911م، مجموعة من المعايير ومواصفات المنتجات لمجموعة واسعة من الاطعمة طورت على أساس الدستور الغذائي النمساوي. وقرار تَأسيسه جُعِلَ في فينا أكتوبر/تشرين الأولِ 1891م.
نتيجة لجهد طوعي من جانب خبراء في صناعة الأغذية والجامعات، لم تكن المدونة الغذائية الأسترالية بالمعنى الدقيق، مجموعة من المعايير الغذائية سارية المفعول من الناحية القانونية، بيد انها استخدمت من قبل المحاكم لتحديد معايير هوية الاغذية.
هذه المدونة كانت معروفة على نطاق ضيق في البلدان الأوروبية الناطقة بالألمانية، ومن اجل استخدام الدستور الغذائي في الايام القادمة فقد عملت مخطوطةُ الغذاءِ الدوليةِ الحاليةِ بالتعاون مع منظمة الأغذية والزراعة ومنظمة الصحة العالمية على انجاح ذلك.
فكرة الدستور الغذائي الأوروبي القائم على أساس النموذج النمساوي توبع بشكل نشيط مِن قِبل النمساوي هانز فرينزل بين عامي 1954- 1958. ثم توج عمل فرينزل في خلق مجلس الدستور الغذائي الأوروبي في حزيران عام 1958 تحت الرعاية المشتركة للجنة الدولية للصناعات الزراعية والمكتب الدولي للكيمياء التحليلية.
في عام 1975، اعيد تنظيم لجنة الدستور الغذائي النمساوي ضمن قانون الاغذية النمساوية، والذي ما زال يعرف بأحد قوانينِ الغذاءِ الأكثر صرامةِ في العالمِ.

## وصلات خارجية
- All chapters of the Codex Alimentarius Austriacus

‌